# Секс и незамужняя девушка
«Секс и незамужняя девушка» (англ. Sex and the Single Girl) — американский комедийный фильм 1964 года, снятый режиссёром Ричардом Куайном. Экранизация одноимённого бестселлера Хелен Гёрли Браун.

## Сюжет
Редактор «жёлтого» журнала Боб Вестон на пике популярности. Мастер грязных сплетен, пошлых домыслов и откровенного вранья, он умело продаёт читателю свой товар. Работодатели без ума от методов его работы и готовы носить Бобби на руках, а коллеги тихонько завидуют. Новой жертвой Вестона становится Хелен Браун — 23-летняя психолог, автор книги о любви, сексе и браке.

## В ролях
- Тони Кёртис — Боб Вестон
- Натали Вуд — Хелен Браун
- Генри Фонда — Фрэнк Бродерик, друг Боба
- Лорен Бэколл — Сильвия Бродерик, жена Фрэнка
- Мел Феррер — Руди ДеМейер, психиатр
- Фрэн Джеффрис — Гретхен, девушка Боба
- Лесли Пэрриш — Сьюзан
- Ларри Сторч — полицейский на мотоцикле
- Эдвард Эверетт Хортон — шеф
- Стабби Кэй — водитель такси
- Барбара Буше — фотограф
- Хелен Клиб — Хильда
- Бёрт Мастин — Харви (в титрах не указан)

## Награды и номинации
Laurel Awards
- Лучшая женская роль (Натали Вуд) — номинация